# Дітер Кюн
Дітер Кюн (нім. Dieter Kühn, нар. 4 липня 1956, Лейпциг) — східнонімецький футболіст, що грав на позиції нападника. Відомий за виступами в команді «Локомотив» з Лейпцига, а також у складі національної збірної НДР. У складі збірної — срібний призер Олімпійських ігор 1980 року. Чотириразовий володар Кубка НДР, кращий бомбардир чемпіонату НДР 1979—1980 років.

## Клубна кар'єра
Дітер Кюн народився в Лейпцигу, та розпочав займатися футболом у футбольній школі місцевого «Локомотива». З 1974 року грав у основному складі команди, й за короткий час став одним із основних гравців атакувальної ланки команди. Грав у складі команди до кінця 1988 року, зіграв у її складі 294 матчі в чемпіонаті НДР, у яких відзначився 122 забитими м'ячами. У складі «Локомотива» став чотириразовим володарем Кубка НДР, а в сезоні 1979—1980 років став кращим бомбардиром чемпіонату НДР.
Наприкінці 1988 року покинув «Локомотив», і на початку 1989 року став гравцем іншої східнонімецької команди «Хемі» з Белена. У сезоні 1990—1991 років Дітер Кюн грав у складі команди «Заксен» з Лейпцига, після чого завершив виступи на футбольних полях. З 2002 до 2010 року Дітер Кюн працював у тренерському штабі нижчолігової німецької команди «Кікерс-94» з Марклліберга.

## Виступи за збірну
У 1972 році Дітер Кюн дебютував у складі юнацької збірної НДР, у якій грав до 1974 року. У 1975 році Кюн розпочав виступи в молодіжній збірній НДР, у якій грав до 1978 року. У 1978 році дебютував у складі національної збірної НДР, у складі якої грав до 1983 року, та зіграв у її складі 13 матчів, у яких відзначився 5 забитими м'ячами. У 1979 році отримав запрошення до олімпійської збірної НДР, у складі якої брав участь в Олімпійських іграх у Москві. У складі олімпійської збірної став срібним призером Олімпіади.

## Титули та досягнення
- Срібний олімпійський призер: 1980
- Володар Кубка НДР (4): 1976, 1981, 1986, 1987
- Найкращий бомбардир чемпіонату НДР: 1980 (21 гол)